# Azotat de sodiu
Azotatul de sodiu (nitrat de sodiu, azotat de natriu sau salpetru de Chile) este o sare a acidului azotic (nitric) cu formula: NaNO3. Formează cristale incolore, similare calcitului În soluție se găsește sub starea disociată: Na+ și NO3-.

## Istoric
Primul transport de salpetru de Chile în Europa a ajuns în Anglia în 1820 sau în 1825, dar nu și-a găsit prea mulți cumpărători, iar cantitatea a fost deversată în mare pentru a nu fi date din nou costurile vamale. Totuși, cu timpul, exploatarea de salpetru din America a devenit o afacere profitabilă (în anul 1859, Anglia a consumat 47 000 de tone metrice de salpetru ). Chile s-a luptat împotriva aliaților săi Peru și Bolivia în Războiul Pacificului dintre anii 1879-1884 și și-a făcut cele mai bogate depozite. În 1919, Ralph Walter Graystone Wyckoff a determinat structura cristalului de azotat de sodiu folosind cristalografia cu raze X.